# Тританопія
Тританопія — хвороба очей, при якій не можна відрізнити відтінки синьо-жовтого та червоно-фіолетових кольорів. Тританопія є одним з різновидів колірної сліпоти (дальтонізму). Хвороба зустрічається всього в одної людини з 10 тисяч. Хвороба виникає внаслідок відсутності в колбочках пігменту ціанолабу.

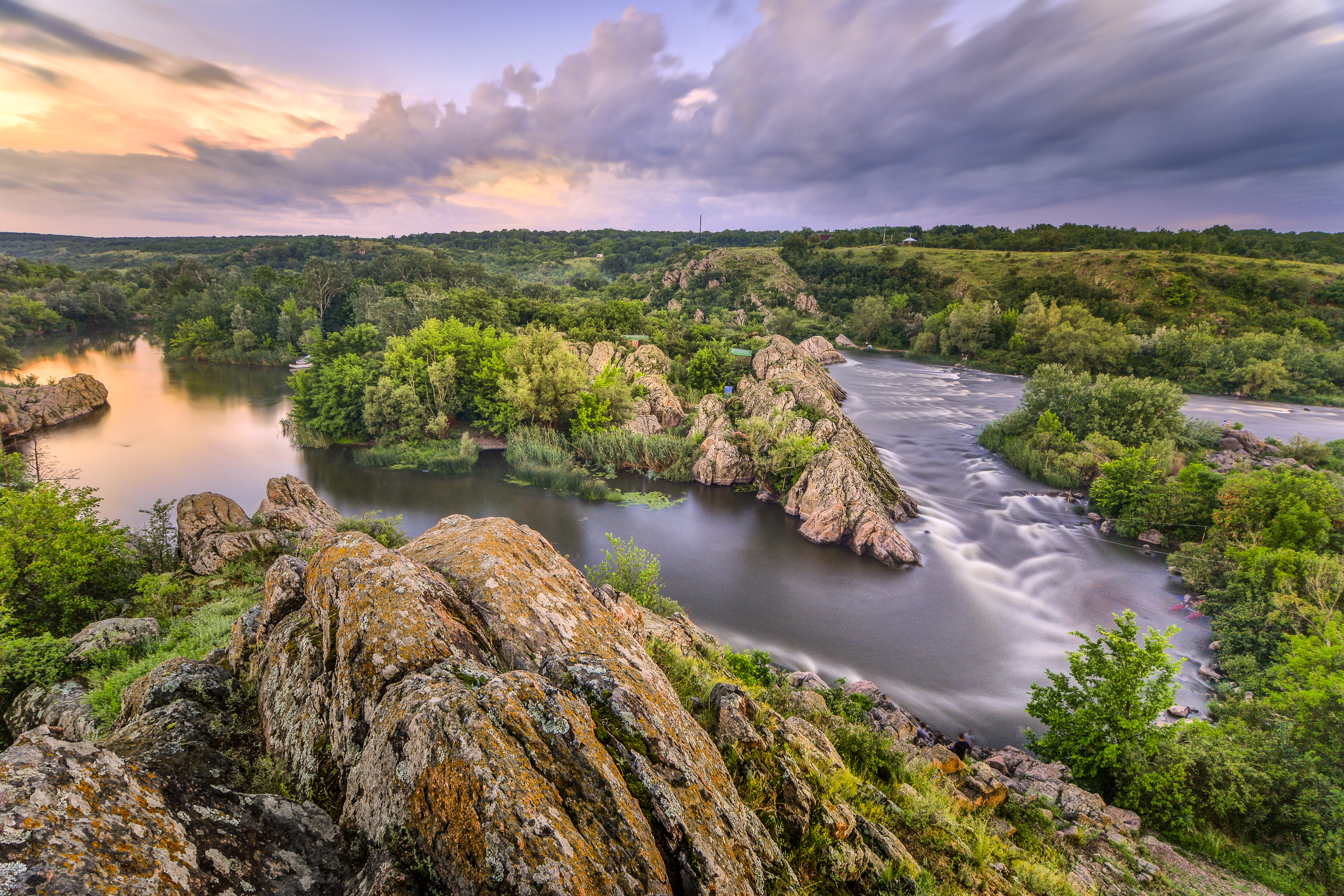
Нормальний зір
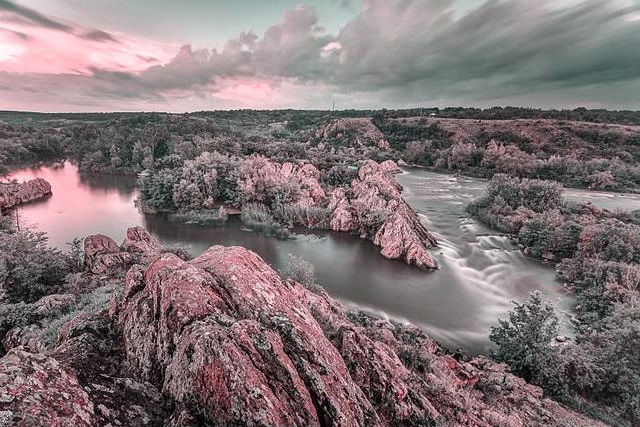
Тританопія

| Нормальний зір |
| Тританопія     |